# Faculdade de Artes e Ciências da Universidade de Toronto
A Faculdade de Artes e Ciências é uma das faculdades da Universidade de Toronto, localizado em Toronto, Ontário, Canadá. É uma das maiores instituições de ensino de artes liberais e ciências do país, possuindo cerca de 25 mil estudantes - dos quais 22 mil são estudantes de pré-graduação e 3 mil são estudantes de graduação.